# BAP Guise (CC-28)
El BAP Guise (CC-28) antes designado como ROKS Suncheon (PCC-767) mientras permaneció en servicio bajo la Armada de Corea del Sur, es una Corbeta de la Clase Pohang que fue transferida en 2021 a la Marina de Guerra del Perú e incorporada a su Fuerza de Superficie.

## Historia
En los años de 1980 la Armada de Corea del Sur puso en servicio una serie de navíos de la Clase Pohang, catalogados como Cobertas de Patrulla de Combate (PCC- Patrol Combat Corvette), siendo uno de ellos el ROKS Suncheon (PCC-767) que entró en servicio el 30 de septiembre de 1988. El 24 de diciembre de 2019 la nave fue dada de baja y posteriormente, mediante un acuerdo entre la República de Corea del Sur y la República del Perú, fue transferida a la Marina de Guerra del Perú bajo la designación de BAP Guise (CC-28).
El 17 de julio de 2022, alrededor de las 8:00 a. m. (hora de Hawái), durante el ejercicio RIMPAC, se produjo un incendio en la sala de máquinas, el cual dejó serios daños a esta unidad. Dos marineros resultaron gravemente quemados. El helicóptero Alouette III de la fragata Prairial de la Armada francesa evacuó a los heridos.